# VF-9 カットラス
VF-9 カットラス（ブイエフ ナイン・カットラス、Cutlass）は、ドリームキャスト用テレビゲームソフト『マクロスM3』に登場する架空の兵器。「ファイター（航空機）」と「バトロイド（人型ロボット）」、そして両者の中間である「ガウォーク（手足の生えた鳥のような姿）」の3形態に変形する可変戦闘機（ヴァリアブル・ファイター、Variable Fighter＝VF）の1つ。
メカニックデザインは、歴代「マクロスシリーズ」作品に登場するVFをデザインしてきた河森正治が担当した。デザインモチーフは、アメリカ・グラマン社が試作した実在の実験機X-29。愛称（ペットネーム）の「カットラス」は中世の海賊などが使用していた曲刀に由来する。なお、かつてアメリカ海軍に配備されていた実在の艦上戦闘機F7Uも同様の愛称を持つ。

## 概要
元は1985年頃の模型オリジナル企画アドバンスド・バルキリーでデザインされた機体「VF-X-10」である。前進翼の軽戦闘機タイプの機体で模型による試作も行われていたが、企画が中止され、結局は発売されなかった。15年以上が経過した2001年にゲーム『マクロスM3』にてデザインがリファインされ、「VF-9 カットラス」として登場した。ゲーム中では、主人公たちが所属する「ダンシング・スカル隊」の配備機として登場する。河森は一番変わった変形機構を持つと語っており、主翼の変形機構をゲームのスタッフに説明する際に、折り紙を渡して説明した。2011年に発表された電撃ホビーマガジン誌上の企画『マクロス・ザ・ライド』では河森が1/72で見たいバルキリーとして本機を挙げたため、覇王ベルティエの機体として登場した。

## 機体解説
ゼネラル・ギャラクシー社初の量産型VF。大気圏内での空戦能力を追求した安価な軽戦闘機として開発され、主に経済力で劣る辺境の植民惑星などで広く運用されている。天才ゼントラーディ人技師アルガス・セルザーの初期の作品として知られ、当時の最新OTMを積極的に導入した野心的な機体に仕上がっている。この機体の完成が、以降のギャラクシー社の方向性を決定付けたと言っても過言ではない。テストパイロットは「エースのミリア」の名で知られる元ゼントラーディ女性（メルトランディ）パイロット、ミリア・ファリーナ・ジーナスが務めた。後に彼女が夫マクシミリアン・ジーナス（マックス）と結成した「ダンシングスカル隊」にも配備され、その性能を遺憾なく発揮する。
最大の特徴は前進翼と機首根元に設けられた一対のカナードで、安定性に劣る分優れた運動性を機体に与える。なお、のちにこの翼形状は、ライバルである新星インダストリー社製のVF-19 エクスカリバーにも採用された。搭載エンジンは、VF-4 ライトニングIIIに搭載されたFF-2011の1.4倍もの推力を発生させるFF-2019を採用。最高速度こそVF-1 バルキリーに1歩劣るものの、機体の軽量さと相まって加速、上昇性能では従来機を大きく上回る。
バトロイドへの変形はVF-1に似た屈胴式を採用しているが、機体を可能な限り小さくするため各パーツの配置はかなり独特なものとなっている。中でも主翼は複雑に折り畳まれ胸部装甲を構成するのが特徴で、別名「オリガミファイター」とも呼ばれる。なお、この変形方式はミサイルなど翼下オプションの装備を困難なものとしており、総合的な火力では他のVFに劣る。また、通常バトロイド時に頭部に位置するレーザー機銃も本機では右肩に位置しており、左側の射角に制限がある。もっとも、これらは格闘戦重視の軽戦闘機としての設計思想に則した結果であり、機動性を損なう重火器は必要ないという判断によるものである。

## バリエーション
VF-X-10
「アドバンスド・バルキリー」に登場。VF-9の原型になったとされる試作機。前進翼、大型のキャノピーなどVF-9との共通点は多い。異物吸引防止用の回転式エアインテークが特徴だが、VF-9には継承されていない。イラストはファイター形態しか発表されていないため、非可変の飛行テスト用とも言われている。カラーリングはオレンジと白で、背面には大きく「NOVA」と描かれている。
VF-9 カットラス
2022年より量産開始された量産型。一般機はグレーのカラーリング。
VF-9 マックス機
ダンシングスカル隊のマクシミリアン・ジーナスの搭乗機で青のパーソナルカラー。2052年を舞台とする『マクロス7thコード』では、主人公ミオ・レヴィナスの搭乗機として改造され、新生サウンドフォースに配備される。
VF-9 ミリア機
ダンシング・スカル隊のミリア・ファリーナ・ジーナスの搭乗機で赤のパーソナルカラーに塗装されている。『マクロスΔ』にてミリアの孫にあたるミラージュが幼少期にこの機体に乗っているシーンが登場する。
VF-9E
VF-22S シュトゥルムフォーゲル II用の熱核反応バーストタービンエンジン「FF-2450C」を搭載し、AVF水準の性能に引き上げたシリーズの最終形。制御の難しさから事故が多発したため、生産中止となる。
VF-9E ベルティエ機
2058年を舞台とする『マクロス・ザ・ライド』に登場。民間に払い下げられたVF-9をバンキッシュレース用にした機体。覇王ベルティエはイエローにペイントされ、赤い鉄アレイのエンブレムをつけた機体を使用している。レーザー機銃はレーザー通信機に改造されている。

## その他の登場作品
- マクロスアルティメットフロンティア - 『マクロスM3』に登場したマックス機とミリア機が登場。
- マクロストライアングルフロンティア - 前作に登場した2機に加え、一般機も登場。

## 商品化
ゲームや小説、漫画では登場しているが、アニメでの登場は『マクロスΔ』最終話の1カットのみで、マクロスシリーズの登場メカの中では比較的マイナーなため、単独での商品化はなされていない。
2009年1月にやまとより発売された「マクロス バリアブル ファイターズ コレクション」（VFC）のシリーズ2にてVF-1S、YF-21と同時に発売されている。1/200という小スケールの非可変フィギュアで、ファイター形態、ガウォーク形態、バトロイド形態がそれぞれ立体化されている。ブラインドボックス仕様のため、選んで買うことはできない。
デザイナーの河森は変形可能な立体化商品が発売されていないことをずっと心残りにしていると、2013年にプレミアムバンダイのインタビューで語っている。